# ییرژی نووتنی
ییرژی نووتنی (چکی: Jiří Novotný؛ زادهٔ ۷ آوریل ۱۹۷۰) بازیکن فوتبال اهل جمهوری چک است.
از باشگاه‌هایی که در آن بازی کرده‌است می‌توان به باشگاه فوتبال بلشانی، باشگاه فوتبال روژمبرک، باشگاه فوتبال روبین کازان، باشگاه فوتبال دوکلا پراگ، دوکلا پراگ، باشگاه فوتبال اسپارتا پراگ، و باشگاه فوتبال اسلوان لیبرتس اشاره کرد.
وی همچنین در تیم‌های ملی فوتبال چکسلواکی و جمهوری چک بازی کرده‌است.